# Cantone di Morteaux-Coulibœuf
Il Cantone di Morteaux-Coulibœuf era una divisione amministrativa dell'arrondissement di Caen.
A seguito della riforma approvata con decreto del 17 febbraio 2014, che ha avuto attuazione dopo le elezioni dipartimentali del 2015, è stato soppresso.

## Composizione
Comprendeva i comuni di:
- Barou-en-Auge
- Beaumais
- Bernières-d'Ailly
- Courcy
- Crocy
- Ernes
- Fourches
- Jort
- Louvagny
- Le Marais-la-Chapelle
- Morteaux-Coulibœuf
- Les Moutiers-en-Auge
- Norrey-en-Auge
- Olendon
- Perrières
- Sassy
- Vendeuvre
- Vicques
- Vignats
- Épaney